# Apopetelia chlororphnodes
Apopetelia chlororphnodes là một loài bướm đêm trong họ Geometridae.